# RCH 155
RCH 155（英語: Remote Controlled Howitzer 155 mm）は、ドイツのクラウス＝マッファイ・ヴェクマン（現KNDS ドイッチュラント）が開発した装輪式自走榴弾砲。
ベース車体にはボクサー装輪装甲車を採用、PzH2000自走榴弾砲の52口径155mm榴弾砲を装備した無人砲塔を搭載し、乗員2名と省力化されている。

## 概要
RCH 155は、行進間射撃が可能な世界初の自走榴弾砲となっているほか、ハンターキラー能力を備え、射撃制御と砲塔旋回で直接砲撃モードによる戦車等の近接目標への射撃が可能となっている。
主砲の52口径155mm榴弾砲は、通常砲弾で最大40キロメートルの射程で毎分9発、長距離用のV-LAP弾で最大54キロメートルの射程まで延伸される。弾薬は砲弾30発とモジュラー式装薬144個を搭載する。
走行性能は舗装路上で最高速度100km/h、航続距離は最大700キロメートルとなっている。

## 比較
|          | 19式         | アーチャー  | カエサル          | ATMOS                         | ダナ                                  | ノーラ B-52                                  | G6-52       | 2S22         | RCH 155         | マルバ       |
| -------- | ------------ | ----------- | ----------------- | ----------------------------- | ------------------------------------- | -------------------------------------------- | ----------- | ------------ | --------------- | ------------ |
| 画像     |              |             |                   |                               |                                       |                                              |             |              |                 |              |
| 全長     | 11.21m       | 14.1m       | 10.0m             | 9.5m(本体)                    | 11.1m                                 | 11.0m                                        | 10.4m       | ?            | 10.4m           | 13.0m        |
| 全幅     | 2.5m         | 3.0m        | 2.55m             | 2.55m(本体)                   | 3.0m                                  | 2.95m                                        | 3.5m        | ?            | 2.99m           | 2.75m        |
| 全高     | 3.4ｍ        | 3.3-3.9m    | 3.7m              | ?                             | 2.85m                                 | 3.45m                                        | 3.4m        | ?            | 3.6m            | 3.1m         |
| 重量     | 25t以下      | 33.5t       | 17.7t             | 22t(参考)                     | 29t                                   | 34t(K-I) 25t(K2)                             | 46.5t       | 28t          | 39t以下         | 32t          |
| 最高速度 | 90km/h       | 65km/h      | 100km/h           | 80km/h(道路上) 30km/h(不整地) | 80km/h                                | 90km/h(道路上) 25km/h(砂利道) 15km/h(不整地) | 85km/h      | ?            | 100km/h(道路上) | 80km/h       |
| 乗員数   | 5名          | 3-4名       | 5名 （緊急時3名） | 4-6名                         | 5名                                   | 3-5名                                        | 3-5名       | 5名          | ?               | 5名          |
| 主砲     | 52口径155mm  | 52口径155mm | 52口径155mm       | 52口径155mm                   | 36.6口径152mm                         | 52口径155mm (砲室23L または25L)              | 52口径155mm | 52口径155mm  | 52口径155mm     | 47口径152mm  |
| 副武装   | －           | RWS×1       | －                | －                            | 7.62mm機銃 または 7.62mm/ 12.7mm RCWS | －                                           | －          | －           | －              | －           |
| 最大射程 | 不明         | 60km        | 50km              | 41km                          | 28km                                  | 58km 67km                                    | 67km        | 35-40km      | 40km            | 24.5km       |
| 発射速度 | 不明         | 8-9発/分    | 6-8発/分          | 4-9発/分                      | 5発/分                                | 6-12発/分                                    | 4発/分      | 4-8発/分     | 不明            | 7発/分       |
| 装填装置 | 自動アシスト | 自動        | 自動アシスト      | 自動アシスト                  | 自動                                  | 自動                                         | 自動        | 自動アシスト | 自動            | 自動アシスト |
| 装甲     | 不明         | ○           | △                 | △                             | ○                                     | ○                                            | ○           | ○            | ○               | △            |
| 備考     | [ 注 12 ]    |             | [ 注 13 ]         | [ 注 14 ]                     | [ 注 15 ]                             | [ 注 16 ]                                    |             |              | [ 注 17 ]       |              |

## 採用国
ウクライナ
2022年のロシアによるウクライナ侵攻に伴い、ドイツからの軍事援助分を含め54両を導入予定。第一陣となる6両が2025年1月13日にウクライナ軍へ引き渡され、ドイツ国内での訓練用に使用される。
 イギリス
AS-90自走榴弾砲の後継として、2024年4月24日に選定を発表。ボクサーの車体ベース型を2023年までに116両導入予定。
 スイス
M109 KAWEST自走榴弾砲の後継として、ピラーニャ IVベースのRCH 155選定を発表した。